# Fishing for Fishies
Fishing for Fishies četrnaesti je studijski album australskog rock-sastava King Gizzard & the Lizard Wizard. Diskografske kuće Flightless i ATO Records objavile su ga 26. travnja 2019. Najava albuma istog je dana popraćena objavom naslovne pjesme i njezina glazbenog spota.
Na dodjeli nagrada ARIA Music Awards uradak je bio nominiran za nagradu u kategoriji „Najbolji blues and roots-album”, no tu je nagradu naposljetku osvojila skupina The Teskey Brothers za album Run Home Slow.

## O albumu
Dana 21. siječnja 2019. skupina je prvi put nagovijestila Fishing for Fishies, više od godinu dana nakon objave Gumboot Soupa, njezina zadnjeg albuma iz 2017.; na službenom je profilu na Instagramu objavila fotografiju članova grupe u studiju uz opis „nova glazba stiže uskoro”. Ubrzo nakon toga pjesma „Cyboogie” objavljena je kao singl na sedmoinčnoj ploči s pjesmom „Acarine”; za „Cyboogie” je objavljen i glazbeni spot.
U ožujku 2019. informacije o albumu dojavljene su internetskim prodavaonicama; tako su otkriveni naslov i omot albuma te popis pjesama, na kojem su se nalazile i „Cyboogie” i „Acarine”, ali i cijela naslovna pjesma te kraće inačice ostalih pjesama. Dana 11. ožujka članovi sastava potvrdili su da su navedene informacije autentične i na društvenim mrežama službeno su najavili album. Idućeg je dana na YouTubeu objavljen glazbeni spot za naslovnu pjesmu. Pjesma „Boogieman Sam” objavljena je 28. ožujka kao treći singl s uratka.
Stu Mackenzie izjavio je: „Pokušali smo snimiti blues-album. U pjesme smo pokušali uvrstiti blues, boogie i shuffle, no borile su se protiv toga – ili smo se mi borili protiv njih. Na kraju smo ipak odlučili prikloniti se volji pjesama; svakoj od njih dopustili smo da slijedi svoj put i stvori svoj identitet, bio to put svjetla ili tame. To je zbirka pjesama koje su na putu do transformacije prošle kroz divlje pustolovine.”
Dijelovi albuma snimljeni su u kući članova Tropical Fuck Storma. U vrijeme tog dijela snimanja članovi obiju skupina snimili su veću improviziranu pjesmu poznatu kao „Hat Jam”; dijelovi te pjesme naknadno su se pojavili na pjesmi „The Dripping Tap”, prvom singlu s albuma Omnium Gatherum iz 2022. te na zajedničkom EP-u Tropical Fuck Storma i King Gizzarda pod imenom Satanic Slumber Party.
Malo prije objave Fishing for Fishiesa grupa je na YouTube postavila kraći dokumentarni video How to gut a Fishie o snimanju tog albuma i „Hat Jama”.

## Popis pjesama
| 1.    | »Fishing for Fishies«  | Stu Mackenzie, Ambrose Kenny-Smith | 5:01 |
| 2.    | »Boogieman Sam«        | Mackenzie                          | 4:41 |
| 3.    | »The Bird Song«        | Mackenzie, Kenny-Smith             | 4:24 |
| 4.    | »Plastic Boogie«       | Mackenzie                          | 3:03 |
| 5.    | »The Cruel Millennial« | Kenny-Smith, Mackenzie             | 4:56 |
| 6.    | »Real's Not Real«      | Mackenzie                          | 3:40 |
| 7.    | »This Thing«           | Joey Walker, Mackenzie             | 3:59 |
| 8.    | »Acarine«              | Mackenzie, Walker                  | 5:24 |
| 9.    | »Cyboogie«             | Mackenzie                          | 6:48 |
| 41:56 |                        |                                    |      |

## Recenzije
| Zbirne ocjene   | Zbirne ocjene |
| Izvor           | Ocjena        |
| --------------- | ------------- |
| AnyDecentMusic? | 6,9/10        |
| Metacritic      | 73/100        |
| Recenzije       |               |
| Izvor           | Ocjena        |
| AllMusic        | [ 18 ]        |
| DIY             | [ 19 ]        |
| Exclaim!        | 8/10          |
| NME             | [ 21 ]        |
| Pitchfork       | 4,8/10        |
| Under the Radar | [ 23 ]        |

Fishing for Fishies uglavnom je dobio pozitivne kritike premda mu je Sophie Kemp u recenziji za Pitchfork dala 4,8 bodova od njih deset i izjavila je: „[Album] se donekle bavi okolišem, ali se uglavnom svodi na glupiranje sa skupom opremom za boogiejanje.” Dannii Leivers dala mu je četiri zvjezdice od njih pet u recenziji za NME i zaključila je da je riječ o „najpristupačnijem i najizravnijem albumu [skupine] do sada”. Connor Thirlwell dao mu je tri i pol zvjezdice od njih pet u recenziji za časopis DIY i izjavio je: „King Gizzard and the Lizard Wizard i dalje zna kako rasturiti.”
U recenziji za AllMusic Tim Sendra dao mu je četiri zvjezdice od njih pet i napisao je: „King Gizzard opet je objavio album koji ispunjuje visoka očekivanja iako je (uglavnom) lišen ambicije i drame.” Matt Yuyitung dao mu je osam bodova od njih deset u recenziji za Exclaim! i komentirao je: „Na Fishing for Fishiesu članovi skupine zvuče slobodnije nego dosad, pa je album zato i kvalitetniji.”

## Zasluge
| King Gizzard & the Lizard Wizard - Michael Cavanagh – bubnjevi; konga-bubnjevi (na 3., 5. i 7. pjesmi); tamburin (na 3., 4. i 7. pjesmi); vokali (na pjesmi „Plastic Boogie”); shaker (na pjesmi „This Thing”) - Eric Moore – bubnjevi (na 1. i 6. pjesmi) - Stu Mackenzie – vokali (osim na 5. i 7. pjesmi); električna gitara (osim na 3., 7. i 9. pjesmi); melotron (osim na 4., 5. i 9. pjesmi); klavijatura (na 1., 2., 6. i 9. pjesmi); bas-gitara (na 2., 3., 5., 6. i 7. pjesmi); bubnjevi (na 2. i 8. pjesmi); pljesak (na pjesmi „Boogieman Sam”); shaker (na 2. i 8. pjesmi); klavir (na 3., 6., 7. i 8. pjesmi); flauta (na 3., 4. i 8. pjesmi); orgulje (na 3. i 5. pjesmi); vibrafon (na 5. i 7. pjesmi); tamburin (na pjesmi „Acarine”); bongo-bubanj (na pjesmi „Acarine”); sintesajzer (na 8. i 9. pjesmi); vocoder (na pjesmi „Cyboogie”); snimanje (3., 4., 5., 8. i 9. pjesme); dodatno snimanje; miksanje (pjesme „Plastic Boogie”); produkcija - Ambrose Kenny-Smith – vokali (osim na 3., 7. i 9. pjesmi); usna harmonika (osim na 3. i 9. pjesmi); melotron (na pjesmi „Boogieman Sam”); udaraljke (na pjesmi „The Cruel Millennial”); tamburin (na pjesmi „Real's Not Real”); klavir (na pjesmi „Real's Not Real”); klavijatura (na pjesmi „Cyboogie”) - Cook Craig – bas-gitara (na 1., 3. i 5. pjesmi); električna gitara (na 1., 2. i 7. pjesmi); vokali (na pjesmi „Plastic Boogie”); sintesajzer (na pjesmi „Cyboogie”); dodatno snimanje (1., 2., 3. i 7. pjesme) - Joey Walker – električna gitara (na 1., 5. i 7. pjesmi); bas-gitara (na 2., 4. i 6. pjesmi); shaker (na pjesmi „Plastic Boogie”); vokali (na 4. i 7. pjesmi); klavijatura (na pjesmi „This Thing”); sintesajzer (na 7., 8. i 9. pjesmi); akustična gitara (na pjesmi „This Thing”); dodatno snimanje (7. i 8. pjesme); miksanje (7. i 8. pjesme) - Lucas Skinner – vokali (na pjesmi „Plastic Boogie”); shaker (na pjesmi „Plastic Boogie”); bas-gitara (na pjesmi „The Cruel Millennial”); sintesajzer (na pjesmi „Cyboogie”) |  | Dodatni glazbenici - Han-Tyumi – vokali (na pjesmi „Cyboogie”) Ostalo osoblje - Gareth Liddiard – snimanje (1., 2., 6. i 7. pjesme); snimanje bubnjeva (za 4., 5., 8. i 9. pjesmu) - Sam Joseph – miksanje (svih pjesama osim „Plastic Boogie”) - Joseph Carra – mastering - Jason Galea – ilustracije, omot albuma - Jamie Wdziekonski – fotografija |

## Ljestvice
| Ljestvica (2019.)                           | Najviša pozicija |
| ------------------------------------------- | ---------------- |
| Australija                                  | 4.               |
| Belgija (Flandrija)                         | 142.             |
| Belgija (Valonija)                          | 92.              |
| Francuska                                   | 178.             |
| SAD (Independent Albums)                    | 10.              |
| SAD (Top Album Sales)                       | 34.              |
| SAD (Top Alternative Albums)                | 22.              |
| SAD (Top Rock Albums)                       | 43.              |
| SAD (Vinyl Albums)                          | 2.               |
| Škotska                                     | 40.              |
| Ujedinjeno Kraljevstvo                      | 89.              |
| Ujedinjeno Kraljevstvo (Independent Albums) | 13.              |